# Dolichoderus thoracicus
Dolichoderus thoracicus es una especie de hormiga del género Dolichoderus, subfamilia Dolichoderinae. Fue descrita científicamente por Smith en 1860.
Se distribuye por Nigeria, Borneo, Camboya, China, India, Indonesia, Malasia, Filipinas, Singapur, Sri Lanka, Tailandia y Vietnam. Se ha encontrado a elevaciones de hasta 290 metros. Vive en microhábitats como la vegetación baja y ramas muertas.